# Irisbus Midway
Irisbus Midway — туристический автобус среднего класса производства Irisbus.

## История
Производство Irisbus Midway стартовало в октябре 2003 года. С 2004 года автобус производился серийно. За его основу были взяты следующие шасси: венгерские Ikarus или чехословацкие Karosa. 
За всю историю производства автобус комплектовался дизельным двигателем внутреннего сгорания Tector F4A от итальянского производителя Iveco. Системой кондиционирования автобус не оборудован. Возле задней двери некоторых моделей присутствует туалет.
До 2008 года в Европу поставлялись 298 экземпляров, однако производство модели Irisbus Midway было остановлено в 2013 году по причине ликвидации завода Irisbus.